# Commonrail
Commonrail er en moderne variant af direkte indsprøjtning af brændstof til dieselmotorer, hvor en enkelt højtryks-brændstofpumpe sætter brændstoffet/ dieselolien under højt tryk modsat lavtryks-brændstofpumper.
Der er med denne metode til stadighed samme tryk i hele systemet af rør (rail), hvor indsprøjtningen styres af magnetventiler ved hver cylinder.
Med denne metode opnås en meget præcis indsprøjtning af dieselolien.
Trykket i commonrail-systemer er op til 180 MPa/ 1.800 bar.
Benzinmotorer med benzinindsprøjtning har et lignende system men benævnes ikke commonrail.
Trykket i et benzinindsprøjtnings-system er lavere, 5 – 40 bar, hvor de største tryk benyttes til benzinmotorer med direkte indsprøjtning.

## Common rail-indsprøjtning: avanceret teknologi til dieselmotorer
Bosch lancerede det første common rail-system i 1997. System har fået sit navn efter en fælles højtryksbeholder (common rail), som forsyner alle cylindre med brændstof. I almindelige dieselindsprøjtningssystemer skal brændstoftrykket genereres separat for hver indsprøjtning. I common rail-systemet sker trykgenereringen og indsprøjtningen separat, så brændstoffet hele tiden er til rådighed med det tryk, der er nødvendigt for indsprøjtningen.
Common rail-systemer har en modulær opbygning. Hvert system består af en højtrykspumpe, indsprøjtningsventiler, en rail (beholder) og en elektronisk styreenhed.
Sådan fungerer det
I almindelige dieselindsprøjtningssystemer skal brændstoftrykket genereres separat for hver indsprøjtning. I common rail-systemet sker trykgenereringen og indsprøjtningen separat, så brændstoffet hele tiden er til rådighed med det tryk, der er nødvendigt for indsprøjtningen. Trykgenereringen sker i højtrykspumpen. Pumpen komprimerer brændstoffet og pumper det via et højtryksrør til indgangen på rail'en, der har funktion som en fælles højtryksbeholder for alle indsprøjtningsventiler – derfor navnet "common rail". Herfra fordeles brændstoffet til de enkelte indsprøjtningsventiler, som indsprøjter brændstoffet i cylinderens forbrændingskammer.
Bredt vifte af løsninger
Bosch tilbyder common rail-systemer til alle køretøjsmodeller, lige fra mikrobiler til tunge luksuslimosiner. Højtrykspumpen arbejder med tryk på mellem 1.100 og 2.200 bar. Der findes også systemer med individuelle pumper (plug-in-pumper). Indsprøjtningsventilerne har enten magnetventil- eller piezo-teknologi.
Fordele
- Ren og højeffektiv brændstofindsprøjtning takket være ekstremt korte indsprøjtningsafstande og multiindsprøjtninger
- Høj motorydelse og blød motorgang med lavt forbrug og lave emissioner
- Kan anvendes i de fleste køretøjsmodeller takket være en modulær konstruktion

### Højtrykspumper
Højtrykspumpen komprimerer brændstoffet og forsyner det i den nødvendige mængde. Det forsyner hele tiden højtryksbeholderen (rail'en) og opretholder dermed systemtrykket. Det nødvendige tryk er allerede til stede ved lave motoromdrejninger, da trykgenereringen ikke afhænger af motorhastigheden. De fleste common rail-systemer er udstyret med radialstempelpumper. Biler i kompaktklassen anvender også individuelle pumper, som arbejder med et lavt systemtryk.

### Indsprøjtningsventiler
Indsprøjtningsventilen i et common rail-system består af dysen, en aktuator til piezo-indsprøjtningsventiler eller en magnetventil til magnetventilindsprøjtningsventiler samt hydrauliske og elektriske forbindelser for aktivering af dysenålen. 
Den er installeret i hver motorcylinder og er tilsluttet til rail'en via et kort højtryksrør. Insprøjtningsventilen styres af EDC'en (Electronic Diesel Control). Dette sikrer, at dysenålen åbnes eller lukkes af aktuatoren, hvad enten det er en magnetventil eller et piezo-element. Indsprøjtningsventiler med piezo-indstillingselementer er en lille smule smallere og arbejder særlig støjsvagt. Begge varianter har lignende korte koblingstider og gør det muligt med forindsprøjtning, hovedindsprøjtning og efterindsprøjtning for at opnå en ren og effektiv brændstofforbrænding ved hvert arbejdspunkt.